# Giovanni II di Francia
Giovanni II di Francia, detto il Buono (in francese: Jean II le Bon; Le Mans, 26 aprile 1319 – Londra, 8 aprile 1364), è stato duca di Normandia, conte d'Angiò e Maine dal 1332, conte di Poitiers dal 1344, e duca di Aquitania dal 1345 e re di Francia dal 1350 fino alla sua morte, e inoltre duca di Borgogna, come Giovanni I, dal 1361 al 1363; infine, per il matrimonio con la contessa Giovanna I d'Alvernia, conte consorte delle contee di Boulogne e d'Alvernia, dal 1349 al 1360.
Fu il secondo re di Francia del ramo della dinastia capetingia detto dei Valois ed era figlio del re di Francia Filippo VI e di Giovanna di Borgogna.
All'inizio della guerra dei cent'anni, in gioventù, Giovanni era stato ufficiale e poi generale delle truppe francesi, combattendo prevalentemente in Bretagna e in Linguadoca, e come generale era stato avido di denaro, mediocre di giudizio, molto caparbio e soprattutto mal consigliato, ma anche molto generoso e dotato di spirito, tanto da essere soprannominato il Buono.
Divenuto re all'età di 31 anni, Giovanni si dimostrò un cavaliere coraggioso. Ma il suo regno fu segnato da gravi problemi finanziari, dagli intrighi del re di Navarra, Carlo il Malvagio, pretendente al trono di Francia, dalla crisi degli Stati generali diretti da Étienne Marcel, e infine dal riacutizzarsi della guerra dei cent'anni con gli inglesi, che, condotti dal loro re Edoardo III e dal principe di Galles, suo figlio, Edoardo, soprannominato il Principe Nero, approfittando di tutti i problemi sopraelencati, nel 1355, si lanciarono in una spedizione nella Linguadoca e in Guascogna.
Il 19 settembre 1356 Giovanni il Buono venne sconfitto e fatto prigioniero nella battaglia di Poitiers. Con il figlio Filippo II, fu condotto a Londra e fu liberato solo nel 1360, con il trattato di Brétigny, dietro l'impegno di pagare un riscatto di tre milioni di scudi d'oro (11 640 chilogrammi), ma, in garanzia del pagamento del riscatto, due dei suoi figli, Giovanni e Luigi, dovettero recarsi a Londra, al posto suo e di Filippo. Uno di essi, Luigi, però, nel 1363, fuggì e Giovanni, per pegno d'onore, l'anno seguente, tornò a Londra dove pochi mesi dopo morì.

## Personalità
Giovanni il Buono era di salute fragile; poco sportivo, giostrava poco ma praticava la caccia. Aveva una personalità sensibile e si lasciava facilmente andare a una forte emotività, fino a essere addirittura violento. Amava i libri, proteggeva pittori e musicisti. La sua immagine di re cavaliere proviene dalla sua eroica condotta alla battaglia di Poitiers e dalla creazione dell'Ordre de l'Étoile (Ordine della Stella), ambedue spinti da necessità politiche. Comunque aveva un alto senso dell'onore e lo dimostrò riconsegnandosi agli inglesi dopo che suo figlio, Luigi, che era in ostaggio al suo posto, era fuggito.

## Biografia
La corte del re Filippo VI era largamente cosmopolita; molti signori, come Raoul II di Brienne, avevano possedimenti a cavallo di diversi regni. Il Regno di Francia esercitava un'attrazione sia economica sia amministrativa; dai tempi di Luigi IX il Santo, la modernizzazione del sistema giuridico attirava nella sfera culturale francese numerose regioni limitrofe. In particolare nelle terre del Sacro Romano Impero, nelle città del Delfinato o nella contea di Borgogna (o Franca Contea), si ricorreva alla giustizia regale per regolare dei litigi: il re inviava per esempio il bailli di Maçon per intervenire a Lione.
I re di Francia seppero attirarsi a corte la nobiltà di queste regioni concedendo rendite e mettendo in pratica un'abile politica matrimoniale. Così, la Casa Savoia prestava omaggio al re di Francia. Giovanni di Lussemburgo, re di Boemia, era perciò un'abituale presenza alla corte francese, come il figlio Vecenslao, futuro imperatore Carlo IV. Giovanni fu così dato in sposo, a tredici anni, a Bona di Lussemburgo, figlia di Giovanni di Lussemburgo.
Alla stessa maniera, il conte Umberto II del Viennois, oberato dai debiti, senza eredi dopo la morte del suo unico figlio, con il sogno di farsi crociato, vendette il Delfinato a Filippo VI.

### Duca di Normandia

Lo scudo rosso a due leopardi d'oro a viso di fronte era l'emblema araldico della Normandia continentale

Giovanni il Buono ricevette in appannaggio la Normandia e constatò che gran parte della nobiltà normanna era attirata dalla sfera inglese. In effetti, economicamente la Normandia dipendeva dal commercio marittimo attraverso La Manica tanto quanto dal commercio fluviale lungo la Senna. I ribelli normanni desideravano vedere il loro capo Goffredo d'Harcourt divenire duca di Normandia, il che avrebbe garantito il rispetto degli accordi che conferivano al ducato un'ampia autonomia. Il suo castello di Saint-Sauveur-le-Vicomte venne occupato dalle truppe reali e Goffredo dovette fuggire nel Brabante, paese natale di sua madre. Tre dei suoi compagnoni furono decapitati a Parigi il 3 aprile 1344 e le loro teste vennero esposte nella strada principale di Saint-Lô.
Nel Brabante, il ribelle Goffredo constatò che i fiamminghi guidati da Jacob van Artevelde avevano riconosciuto come re Edoardo III, che faceva valere i suoi diritti sua corona francese dalla dichiarazione di guerra (Edoardo era nipote da parte di madre di Filippo il Bello). All'inizio del 1345 Goffredo riparò in Inghilterra, dove Edoardo III lo prese sotto la sua protezione. Inoltre l'omaggio dei signori normandi a Edoardo minacciava sempre più la legittimità dei Valois sul trono francese. La campagna in Guascogna, la disastrosa battaglia di Crécy e l'assedio di Calais da parte inglese distrussero il loro residuo prestigio e dovettero lottare contro numerosi vassalli che, cambiando campo, portavano al campo avverso la nobiltà della parte nord-occidentale della Francia, ovvero quei feudi che erano sotto la sfera d'influenza economica inglese. A quel punto i Valois decisero di trattare. Giovanni incontrò Goffredo d'Harcourt, al quale vennero resi tutti i suoi beni. Filippo VI lo nominò capitano sovrano in Normandia.
La nobiltà normanna era da molto tempo divisa in due partiti: i conti di Tancarville e quelli di Harcourt combattevano una guerra senza pietà da molte generazioni. Fu allora logico che Giovanni si riconciliasse con i Tancarville per poter assumere autorità sulla Normandia. Il visconte Giovanni di Melun aveva sposato Giovanna, l'unica ereditiera della contea di Tancarville, che era alla testa di uno dei grandi partiti normanni. Così furono i Melun-Tancarville a formare l'ossatura del partito di Giovanni il Buono, allorché Goffredo di Harcourt era il difensore storico delle libertà normanne e quindi del partito riformatore. La riconciliazione fra Goffredo e Carlo II di Navarra, che si diceva riformatore, fu così lapalissiana.
Nel 1347, dopo la battaglia di Crécy e l'assedio di Calais, Filippo VI era ormai solo un anziano (53 anni) re screditato; fu così il duca di Normandia Giovanni a prendere in mano le cose: i suoi alleati (i Melun e i membri della borghesia di affare che erano appena stati vittime della purga seguita a Crécy e che erano poi stati riabilitati dal principe) entrarono nel consiglio del re e alla Camera di Conti, per poi occupare posti elevati nell'amministrazione statale. Giovanni, inoltre, terminò i negoziati per il Delfinato.
La moglie di Giovanni, Bona di Lussemburgo, che gli aveva dato dieci figli, di cui quattro maschi, morì l'11 settembre 1349 di peste. Filippo VI, per accrescere i suoi possedimenti orientali, realizzò un altro colpo diplomatico, facendo sposare, in seconde nozze, Giovanni con Jeanne di Boulogne-Auvergne, figlia di Guglielmo XII d'Alvernia e di Margherita d'Évreux, il 19 febbraio 1350. Jeanne, ventiquattrenne contessa di Boulogne e d'Alvernia, vedova, dal 1346, del primo marito Filippo di Borgogna (erede del Ducato di Borgogna e delle contee di Borgogna e Artois), dopo la morte del suocero Oddone IV di Borgogna nel 1350 si ritrovò alla testa del ducato e della contea di Borgogna e pure dell'Artois, come reggente per conto del figlio Filippo I di Borgogna.

### La presa del potere

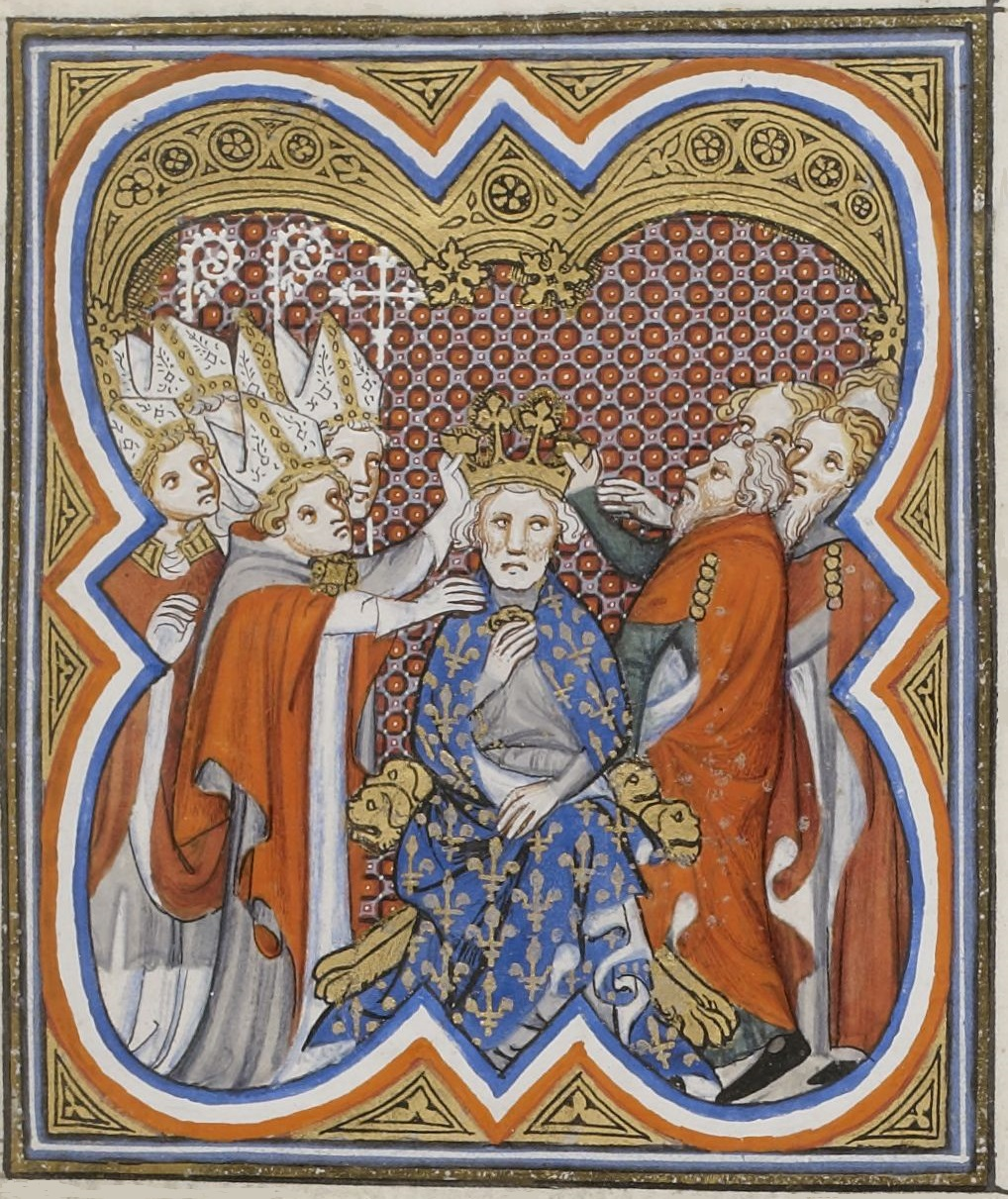
Consacrazione di Giovanni II

La guerra dei cent'anni conobbe un periodo di tregua fino alla grande peste nera del 1349. La prima parte della guerra era stata a largo vantaggio degli inglesi, con Edoardo III che aveva riportato vittorie schiaccianti a L'Écluse e a Crécy e poi prendendo Calais. Il potere dei Valois era da più parti e molto diffusamente contestato: Edoardo III e Carlo II di Navarra, ambedue discendenti di Filippo IV (nonno materno dell'uno e nonno paterno della madre dell'altro), rivendicavano la corona.
Il 22 agosto 1350 Filippo VI morì. Il 29 agosto una flotta di navi guidata da Carlo de La Cerda intercettò al largo di Winchelsea, una località a una dozzina di chilometri da Hastings, Edoardo III che probabilmente stava per recarsi a Reims al fine di farsi incoronare re di Francia; la battaglia navale volse a favore degli inglesi, comunque al prezzo di ingenti perdite; Edoardo III non poté però più opporsi alla frettolosa incoronazione di Giovanni II.
Giovanni II fu consacrato, assieme alla seconda moglie Giovanna I d'Alvernia, nella cattedrale di Reims, il 26 settembre 1350, dall'arcivescovo Giovanni II di Vienne.
Carlo II di Navarra, la cui madre Giovanna aveva rinunciato nel 1328 alla corona di Francia per quella di Navarra, era il primogenito di un potente e sapeva raggrupparsi attorno i malcontenti del regno dei primi Valois. Era sostenuto da molti e prossimi alleati: la famiglia dei conti di Boulogne (il conte, i cardinale, i loro due fratelli e la loro parentela dell'Alvernia, i baroni dello Champagne fedeli a Giovanna di Navarra (che era anche contessa di quei luoghi) e i fedeli a Roberto III d'Artois, cacciato dal regno da Filippo VI. Era anche sostenuto dall'Università di Parigi e dai mercanti del Nord-ovest, per i quali il commercio oltre la Manica era un'attività essenziale).

### L'esecuzione di Raoul di Brienne
Il 19 novembre 1350 Giovanni fece uccidere il connestabile Raoul II di Brienne. Quest'ultimo era appena tornato dopo un periodo di prigionia in Inghilterra. Le cause dell'esecuzione rimasero segrete; tuttavia potrebbe essere stato accusato di alto tradimento. In effetti, le possessioni di Raul si estendevano in diversi regni (Francia, Inghilterra e Irlanda). Come tutti i signori i cui possedimenti avevano una costa rivolta a ovest (tranne i domini nella pianura della Senna che potevano facilmente commerciare con Parigi), aveva interessi economici a sostenere l'Inghilterra (essendo all'epoca il trasporto marittimo più conveniente di quello terrestre, costituiva una zona di scambi molto fitti). Raul avrebbe negoziato la sua liberazione con l'impegno di riconoscere Edoardo re di Francia e Giovanni l'avrebbe saputo per mezzo di alcuni corrieri mandati in Inghilterra. Il re non desiderava certo che si spargesse la voce perché non si rimettesse in giro la questione sui diritti di Edoardo alla corona di Francia. In 24 ore Raoul II di Brienne venne arrestato, giudicato "a porte chiuse", decapitato e i suoi beni confiscati.

L'oscurità vigente sulle ragioni di questa condanna lasciò campo ai pettegolezzi e ai sospetti: si disse che il connestabile fosse stato decapitato perché aveva intrattenuto una relazione con la prima moglie di Giovanni, Bona di Lussemburgo, pettegolezzi che permisero in seguito di gettare discredito sui futuri Valois, mettendo in dubbio la legittimità e quindi il diritto di eredità dei re successivi.. L'impressione fu molto negativa: Raoul di Brienne aveva molti sostenitori, che ripararono allora in campo navarrese; i signori normandi e la nobiltà del Nord-ovest (Piccardia, Artois, Vermandois, Beauvaisis e le Fiandre), la cui economia dipendeva in parte dalla sfera inglese, si sentì minacciata e si appressò a Carlo di Navarra o ai fratelli di Picquigny, fedeli alleati del connestabile. Il giorno dopo l'uccisione di Raoul di Brienne, Carlo il Malvagio scrisse al duca di Lancaster Henry of Grosmont: 
Comunque l'esecuzione di Raoul aveva permesso a Giovanni II di nominare un nuovo connestabile, un suo favorito, Carlo de la Cerda, o Carlo di Spagna, nipote di Alfonso de la Cerda il Diseredato e di Bianca di Francia, figlia del re di Francia san Luigi IX.

### Prime misure

#### Creazione dell'Ordre de l'Étoile

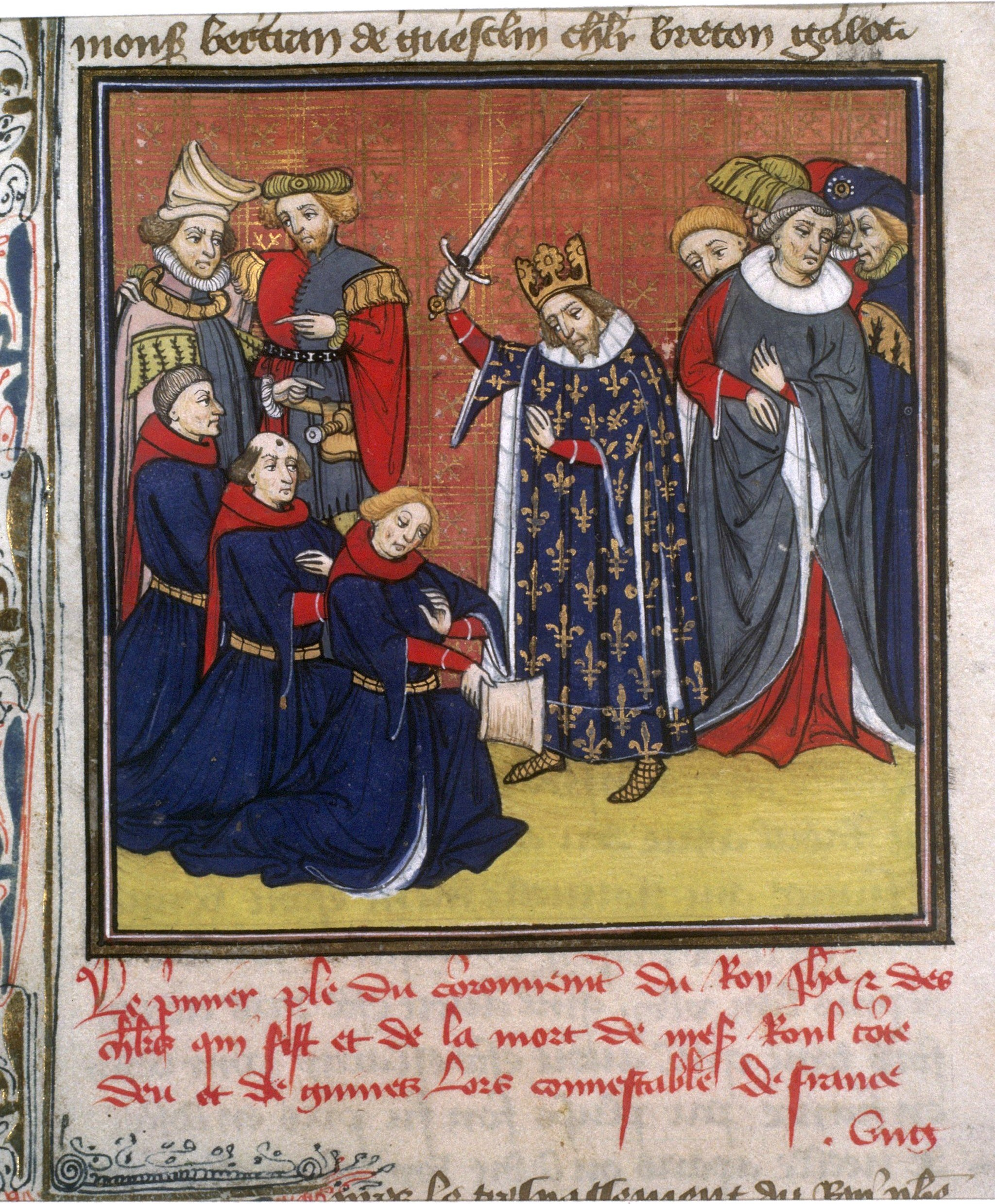
Giovanni II investe i Cavalieri

L'Ordine della Giarrettiera, creato da Edoardo III, arrischiava di captare cavalieri poiché all'epoca, dopo generazioni di alleanze matrimoniali, i domini signorili erano spesso sparsi e dipendenti da più regni. I signori dell'Ovest della Francia avrebbero potuto seguire la logica economica che faceva della Manica una grande zona di scambio e tendere a favore del campo inglese. Giovanni il Buono creò così l'Ordre de l'Étoile ("Ordine della Stella"). La feudalità del XIV secolo era in crisi e la nobiltà doveva affrontare un sensibile carico delle loro rendite in seguito al censo che aumentava regolarmente. La stessa appartenenza alla nobiltà si definiva per mezzo di un comportamento onorabile e dispendioso: vivendo sul lavoro dei paesi, il capo doveva manifestare la sua larghezza e intrattenere le masse. Alcuni membri della nobiltà avrebbero potuto quindi cambiare campo se Edoardo III avesse loro proposto una rendita. Fu così che venne dato uno "stipendio" ai cavalieri dell'Ordre de l'Étoile. Le sue regole riflettevano l'ideale cavalleresco, e la sede venne stabilita a Saint-Ouen, non lontano da Saint-Denis dove venivano conservate le tombe dei re e le insegne regali. I membri dell'Ordine si riconoscevano da una collana che aveva per pendaglio una stella bianca su smalto rosso con il seguente motto: Monstrant regibus astra viam, ovvero Le stelle mostrano ai re il cammino.
Si trattava poi di cambiare dei valori di disciplina militare all'insegna della prodezza in gran parte responsabili della disastrosa perdita nella battaglia di Crécy. Gli statuti prevedevano che i membri dell'Ordine non avrebbero mai dovuto voltare le spalle al nemico e durante la prima riunione dell'Ordine dovettero giurare che non sarebbero mai indietreggiati di più di quattro passi. Sebbene queste misure fossero tatticamente sensate, nei fatti un'unità che non indietreggia se messa difficoltà si ritrova nel rischio di essere perduta. Difatti, alla battaglia di Poitiers, queste disposizioni portarono alla cattura o alla morte di molte persone, tra cui il capo, il re in persona, che venne fatto prigioniero. L'Ordine cadde così in disuso piuttosto rapidamente.

#### Ordinanza dei mestieri a Parigi
Gli effetti demografici della peste nera comportarono una diminuzione di manodopera e dei prodotti agricoli. Per evitare l'inflazione, il re bloccò i prezzi e i salari in un'ordinanza del 30 gennaio 1351, imitando ciò che aveva fatto Edoardo III nel 1349 con lo Statuto dei lavoratori. L'ordinanza vietava anche il mendicare, poiché l'inattività aggravava la penuria di manodopera e i vagabondi vennero spesso arruolati nelle bande mercenarie non pagate che militavano per il paese. Infine ci si poteva stabilire come artigiani a Parigi, il che ruppe il sistema delle corporazioni e contribuì a impedire l'innalzamento dei prezzi (le licenze erano opportunamente distribuite e i prezzi prefissati). Comunque i prezzi furono regolati a seconda della domanda.

#### Regolamento per i guerrieri
Il 30 aprile del medesimo anno una nuova ordinanza aumenta il soldo, istituisce le ispezioni per il controllo della truppa: ogni combattente deve far parte di una compagnia al comando di un capitano..

#### Sospensione del debito del re
Alla morte di Filippo VI, la tregua firmata nel 1347 non era più valida. I francesi presero Saint-Jean-d'Angély l'11 agosto 1351.
Con il pretesto di costituire un tesoro di guerra in caso di ripresa delle ostilità, Giovanni sospese il debito durante la tregua (dall'11 settembre 1351 al 12 settembre 1352). Era normale a quell'epoca chiedere in prestito a ricchi creditori che venivano poi rimborsati con le tasse. Essendo questi creditori molto impopolari, la misura fu ben accolta. Dall'altro lato essa pose in luce l'esigenza di riformare il sistema delle imposte..

### Conflitto con il re di Navarra e prosecuzione della guerra dei cent'anni
Nel 1349 Giovanna II di Navarra abdicò a favore del figlio, il non ancora diciottenne Carlo II, per i titoli di re di Navarra e di conte d'Évreux.
Pare che Carlo fosse di piccola statura ma molto ambizioso e, nel 1350, alla morte del re di Francia Filippo di Valois, si vantò di essere, per parte di madre, il più prossimo discendente del re di Francia, Filippo il Bello, e quindi il principe più vicino al trono di Francia. Il nuovo re di Francia, Giovanni II il Buono, per ingraziarselo gli diede in moglie nel 1351 la propria figlia, Giovanna, di soli otto anni: il matrimonio fu celebrato nel febbraio del 1352 nel castello di Vivier, presso Fontenay-Trésigny, nella regione dell'Île-de-France.

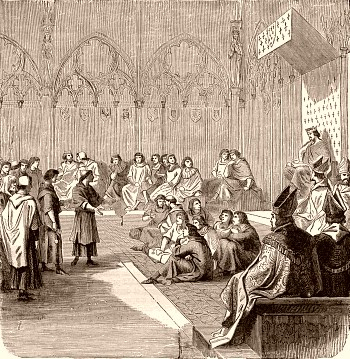
Carlo il Malvagio di fronte a Giovanni II il Buono

Subito dopo il matrimonio si verificarono tra genero e suocero dissapori che portarono Carlo prima a fare pugnalare, nel 1354, il nuovo connestabile, Carlo de la Cerda, e poi vantandosi dell'omicidio, a intavolare trattative con il re d'Inghilterra Edoardo III, il quale sembrò attirato da quell'alleanza, soprattutto per i possedimenti che il re di Navarra deteneva in Normandia; Giovanni II allora offrì a Carlo la pace, ampliando i suoi possedimenti in Normandia.
L'attuazione del trattato offrì l'occasione per un nuovo conflitto con il re di Francia; e Carlo, da allora detto il Malvagio, si recò ad Avignone per riannodare l'alleanza con il re d'Inghilterra, Edoardo III, che, dopo avere stretto quell'alleanza aveva ripreso attivamente la guerra (1355) contro il re di Francia; il primogenito di Edoardo III, Edoardo il Principe Nero, arrivò a Bordeaux e, in autunno, per due mesi, devastò la Linguadoca, sino a Narbona. Giovanni II, per timore di un'invasione, cedendo nuovamente alle sue richieste, si riappacificò con il genero.

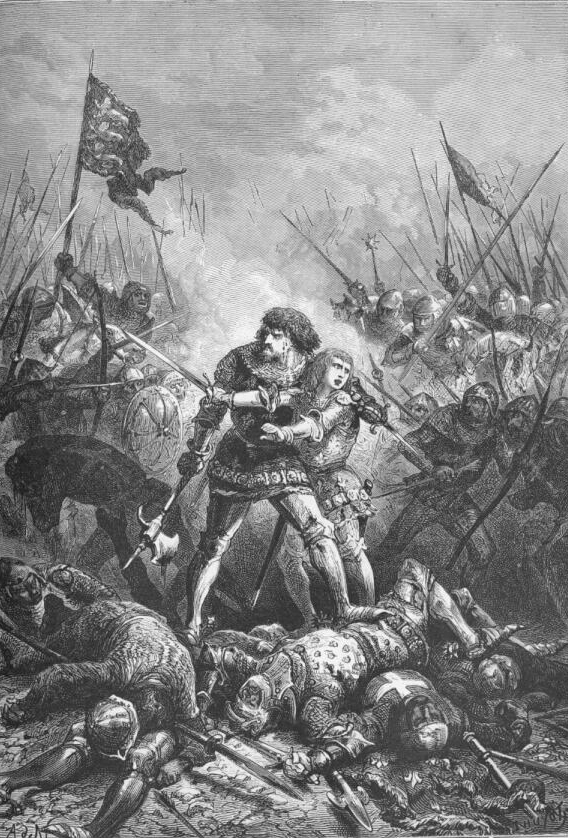
L'eroismo di Giovanni il Buono e di suo figlio Filippo alla battaglia di Poitiers decretò per Giovanni la reputazione di re-cavaliere e a Filippo il soprannome di Ardito. Illustrazione di Alphonse de Neuville per L'histoire de France depuis les temps les plus reculés jusqu'en 1789 di François Guizot 1870.

Giovanni pensò di chiedere l'appoggio dell'imperatore, Carlo IV, che per concedere il suo aiuto avrebbe voluto la restituzione all'impero di Verdun, Cambrai e Vienne. Allora Giovanni inviò il figlio Carlo, che, nel 1349, aveva ricevuto in eredità il Delfinato, a rendere omaggio all'imperatore per il feudo imperiale, ma quando la dieta si svolse ormai Giovanni era prigioniero degli inglesi; l'imperatore concesse a Carlo l'investitura del Delfinato, lo nominò vicario imperiale per la regione, ma non fece nulla a favore della Francia.
Nell'estate del 1356 Carlo il Malvagio cercò di attirare in una congiura di normanni e navarrini il figlio maggiore di Giovanni, l'erede al trono di Francia, il delfino Carlo V; Giovanni reagì facendo imprigionare in Normandia il re di Navarra, confiscando tutti i possedimenti degli Harcourt e dei nobili navarrini in Normandia e mandando al patibolo un certo numero di nobili normandi e navarrini. Richiesto da Normandi e Navarrini, Edoardo III inviò delle truppe che si fermarono di fronte all'esercito francese.
Allora da Bordeaux si mosse il figlio del re inglese Edoardo il Principe Nero, che arrivato alla Loira, trovandosi di fronte l'esercito francese, cominciò a ritirarsi, fermandosi nelle vicinanze di Poitiers, dove affrontò e sconfisse i francesi nella battaglia di Poitiers, in cui il re di Francia Giovanni II fu fatto prigioniero. Circa 7 000 inglesi avevano avuto ragione di 15 000 francesi. Giovanni II nella battaglia di Poitiers attuò una nuova tattica, in cui i cavalieri francesi, contrariamente a quanto era avvenuto a Crécy, si batterono appiedati, su tre scaglioni per poter impegnare gli arcieri inglesi in un corpo a corpo, che però non avvenne, perché gli arcieri riuscirono a tenere a distanza i francesi e le poche truppe a cavallo non riuscirono a cambiare il corso della battaglia.

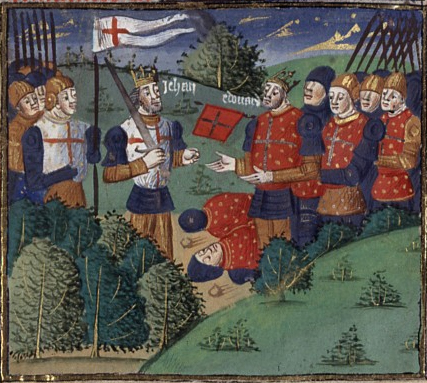
Resa di Giovanni II il Buono, alla battaglia di Poitiers

### La prigionia di Giovanni e la lotta per il potere in Francia
Giovanni II, fu trattato con molta cortesia dal principe di Galles, Edoardo, che si premurò di trasferirlo urgentemente a Bordeaux. Nella primavera del 1357, dopo avere concordato una tregua di due anni, Edoardo, principe di Galles, condusse Giovanni II a Londra, che lo accolse con una folla enorme per la curiosità di vedere il re di Francia. A Londra Giovanni attese la sua liberazione per quasi tre anni, passando il tempo in cacce e giostre, trattato con ogni riguardo e ricevendo dai suoi sudditi francesi denaro e vini pregiati. Solo nell'ultimo anno il regime nei suoi confronti divenne un poco più severo.
Il regno di Francia intanto era nelle giovani mani del Delfino, Carlo il Saggio, appoggiato da un consiglio di nobili, di cui faceva parte Étienne Marcel, un ricco commerciante di drappi che voleva portare cambiamenti nella politica francese, aveva il favore della popolazione di Parigi ed era partigiano di Carlo il Malvagio, di cui chiedeva la liberazione.
Nel novembre del 1357 Carlo II di Navarra riuscì ad evadere dal castello di Arleux e raggiunse Parigi, dove si alleò con Marcel, pensando di poterlo controllare. I due nominarono il delfino reggente del regno. Il delfino però, con un pretesto, lasciò Parigi ed a Compiègne, come reggente, convocò un'assemblea degli stati generali, a lui fedele, e cominciò a raccogliere truppe per la sua causa.

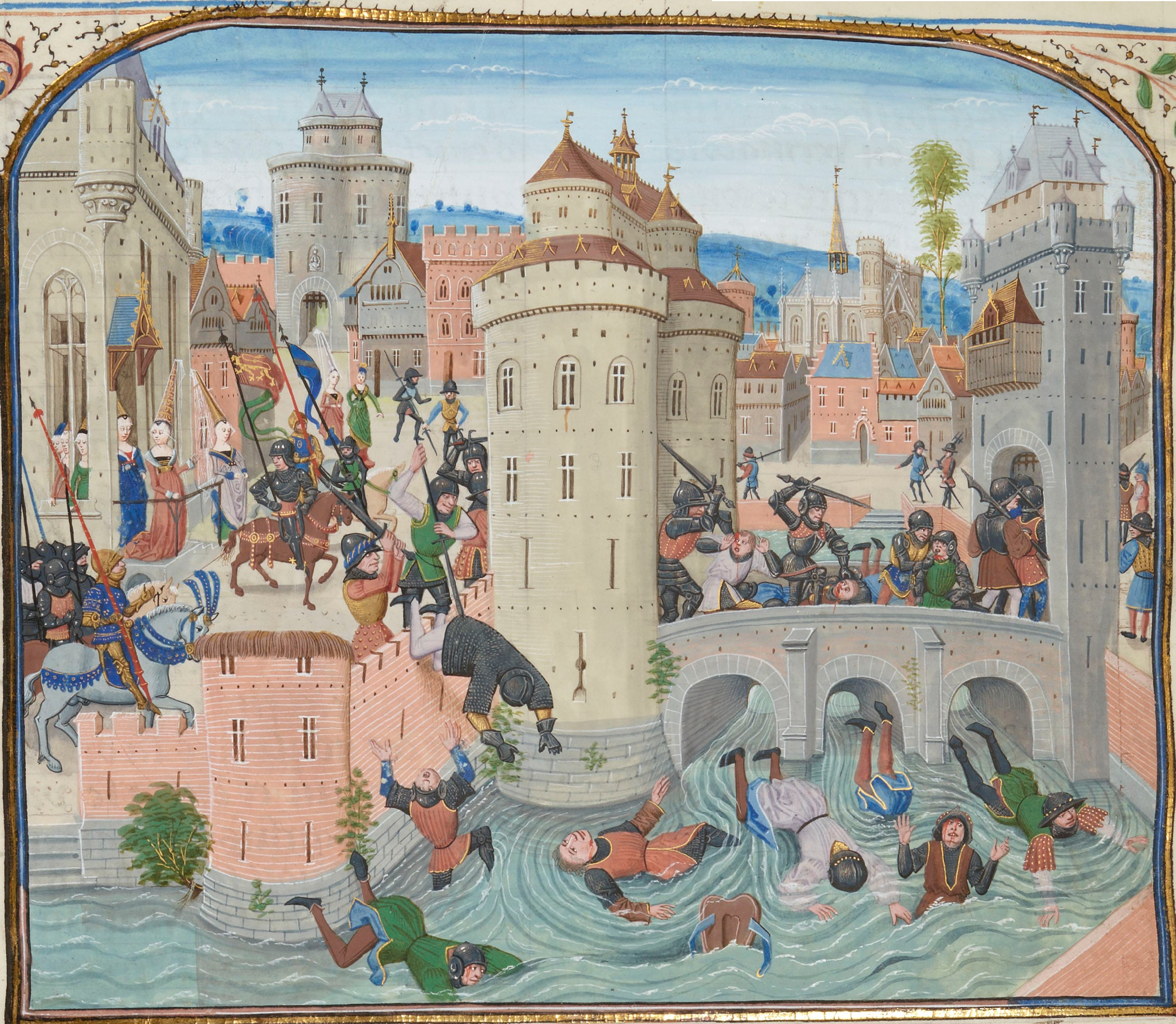
I contadini e i loro alleati parigini sorpresi da una carica di cavalleria mentre stanno assaltando il castello del mercato di Meaux dove si è rifugiata la famiglia del delfino

I due schieramenti (i lealisti del delfino e i navarrini, appoggiati dagli inglesi) cominciarono a fare razzie nelle campagne intorno a Parigi, portando ai contadini disagi e sofferenze, per cui il 28 maggio 1358, dopo l'uccisione di alcuni signorotti nella zona di Beauvais in Piccardia, esplose improvvisa la collera contadina contro la nobiltà, colpevole della sconfitta francese di Poitiers, nella rivolta che fu detta Jacquerie ed era guidata da Guglielmo Carle La rivolta colpì la nobiltà soprattutto con i saccheggi delle dimore nobiliari e dei castelli.

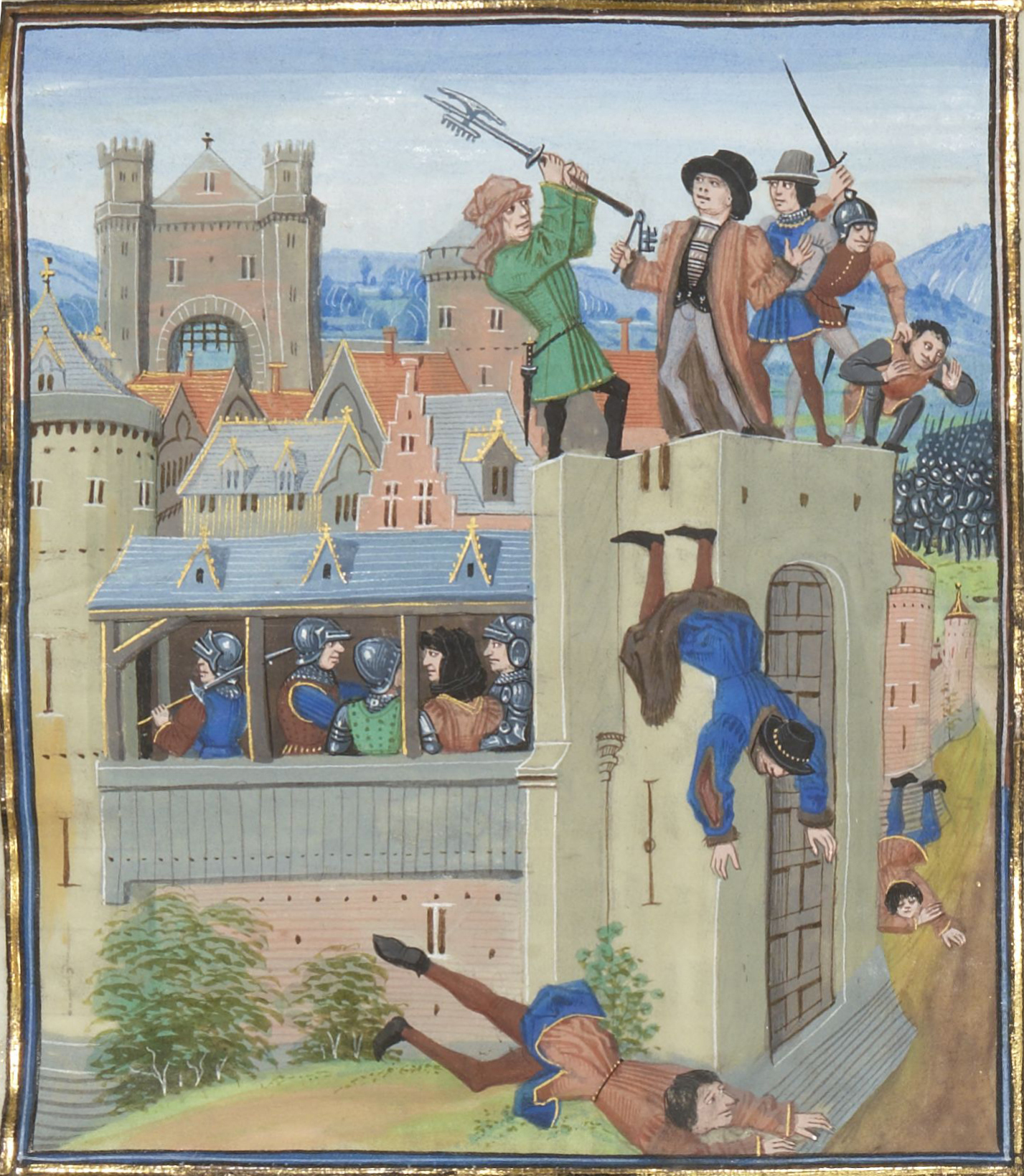
Assassinio di Étienne Marcel il 31 luglio 1358

Étienne Marcel, senza arrivare a una vera e propria alleanza, appoggiò la jacquerie mentre Carlo il Malvagio riuscì, con l'inganno e il tradimento, a catturare Guglielmo Carle ed a farlo giustiziare decretando la fine della rivolta che nella seconda metà di giugno, priva di capi, fu repressa nel sangue dalla nobiltà (già il 24 giugno erano morti più di 20 000 contadini).
Forse il re di Navarra aveva intenzione di entrare a Parigi e proclamarsi re di Francia ma, quando il 31 luglio 1358 il popolo parigino uccise Étienne Marcel, rinunciò. Il 2 agosto a Parigi entrò il delfino, accolto con entusiasmo.

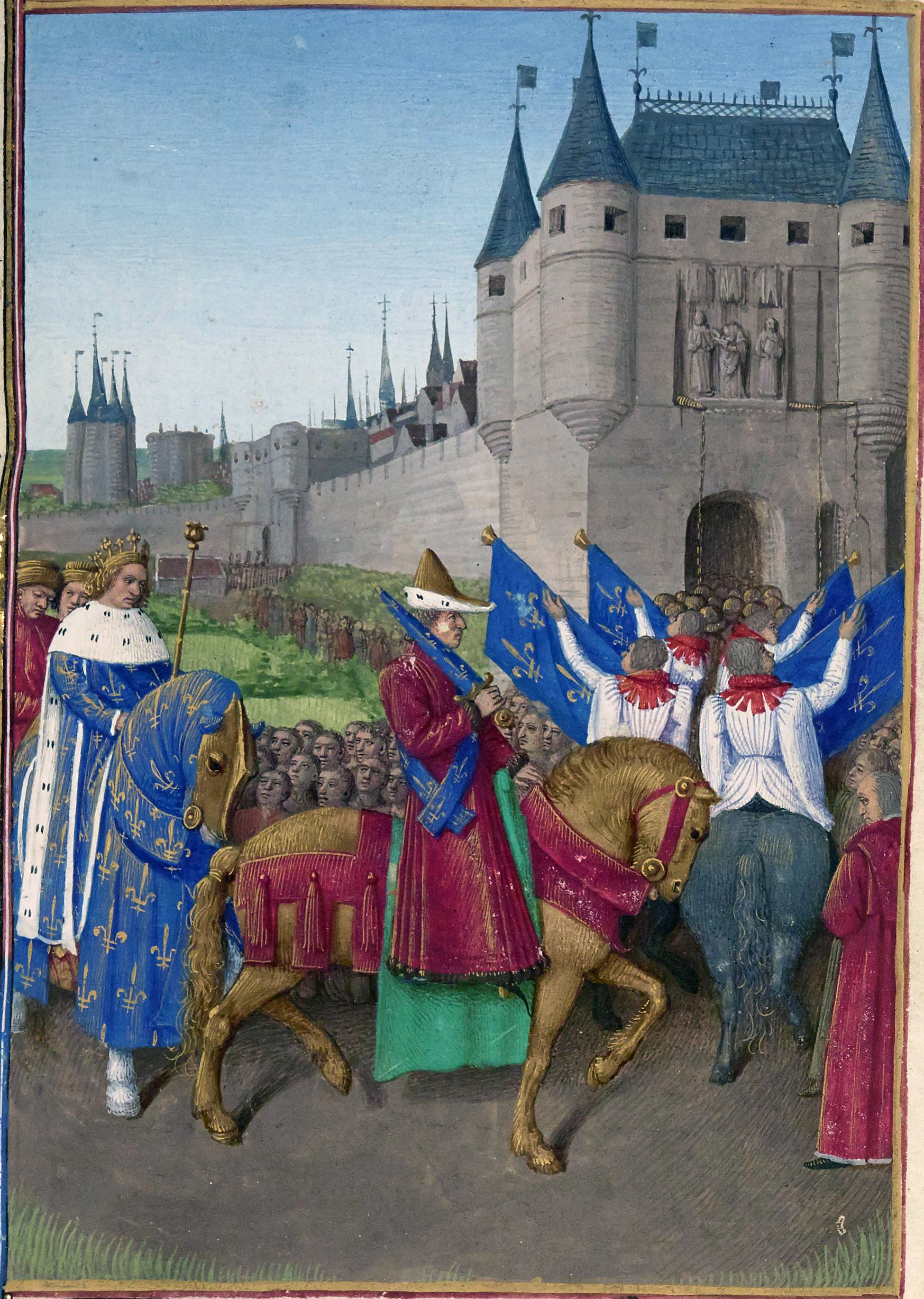
Ingresso di Carlo V a Parigi il 2 agosto 1358.

Convocati gli stati generali, fu decretato di far guerra agli inglesi, ma il delfino preferì attaccare il re di Navarra e la città di Melun fu assediata; per paura che Carlo il Malvagio ottenesse l'aiuto inglese, nel giugno del 1359 fu siglata la pace, che vedeva il re di Navarra mantenere tutte le sue proprietà e riceverne altre in cambio di Melun, e in più il permesso di rientrare a Parigi.

1365: la Francia dopo il trattato di Brétigny, confermato a Calais.
In rosso: le proprietà inglesi prima del trattato.
In verde chiaro: le proprietà del re di Navarra, Carlo il Malvagio, nella penisola iberica e nel Nord della Francia.
In viola: i territori ceduti dalla Francia agli inglesi dopo Brétigny.

La tregua di Bordeaux, però era scaduta ed Edoardo III, in autunno, marciò su Reims per farsi incoronare re di Francia. Reims però non lo fece entrare, allora Edoardo pose il campo invernale in Borgogna e, in primavera, si presentò davanti a Parigi.
Il 1º maggio 1360 iniziarono le trattative di pace a Brétigny, che si conclusero dopo circa una settimana:
- il re d'Inghilterra Edoardo III rinunciava al trono di Francia, ma in compenso ottenne diversi territori per cui, oltre al Ponthieu ed al porto di Calais tutta la Guascogna e buona parte dell'Aquitania furono confermati a Edoardo. La Francia doveva ritirarsi.
- il Regno di Francia doveva pagare per Giovanni II un riscatto di tre milioni di corone d'oro, in diverse rate, di cui la prima, alla liberazione del re era di 600 000 corone[33].
- come pegno per le rate future dovevano essere consegnati numerosi ostaggi, scelti tra la migliore nobiltà, tra cui i figli del re Giovanni, Luigi (1339-1384), duca d'Angiò e Giovanni (1340-1416), duca di Berry.

Giovanni arrivò a Calais a luglio, si attesero gli ostaggi e furono raccolte solo 400 000 corone, Edoardo III si accontento e il 24 ottobre 1360 il trattato di Brétigny fu ratificato. Tornato in Francia Giovanni dovette dare esecuzione al trattato, il ritiro dai territori ceduti fu completato in circa due anni mentre la raccolta dei fondi fu ancora più laboriosa, la prima rata fu completata solo nel febbraio del 1361 e dato che tra gelate e cattivi raccolti e il ritorno della peste, quegli anni furono negativi, per cui nel 1364 Giovanni era ancora in arretrato di un milione.
Un altro elemento negativo di quegli anni era dovuto al fatto che le campagne erano preda di bande armate, dette compagnie di ventura, che dopo avere combattuto per tanto tempo ora che era arrivata la pace non erano state sciolte, ma si erano riorganizzate, anche unendosi tra di loro e vivevano di saccheggi e riscatti, e dove i riscatti davano pochi profitti si dimostravano particolarmente crudeli. Queste compagnie si erano disseminate nelle zone agricole più ricche. Solo in Normandia, dove era stato nominato responsabile dell'area Bertrand du Guesclin, le bande furono sconfitte; nel resto del regno ebbero il sopravvento anche contro un esercito reale. Ma per fortuna dopo un periodo di predominio si dispersero in varie direzioni, alleggerendo la situazione.
Ma nel frattempo, alla morte di Filippo di Rouvres, nel 1361, si era aperta la contesa della successione del Ducato di Borgogna, che secondo Carlo II di Navarra, essendo lui il parente più prossimo, gli sarebbe toccato in eredità, invece Giovanni II il Buono decise di incamerarlo nei domini della corona e nel 1363 si recò personalmente a Digione per prenderne possesso e consegnarlo al figlio Filippo (1342-1404), detto l'Ardito. Nel 1363 partecipò inoltre in Inghilterra al celebre Banchetto dei Cinque Re.
Vistosi espropriato della Borgogna Carlo il Malvagio aprì nuovamente le ostilità, ma questa volta contro il delfino Carlo V il Saggio, in quanto Giovanni II era ritornato in prigionia a Londra.

### La seconda prigionia e la morte
Date le difficoltà a raccogliere l'ultima parte del riscatto Giovanni, a prezzo di altre grosse concessioni territoriali, stava trattando la liberazione dei principi di sangue reale ancora in ostaggio in Inghilterra, quando il suo secondogenito, Luigi, duca d'Angiò, venne meno alla parola data e fuggì. Giovanni, dopo avere aspramente rimproverato il figlio, decise di salvare l'onore e riconsegnarsi agli inglesi, onde potere proseguire le trattative. Il delfino Carlo fu nominato reggente e Giovanni, a gennaio del 1364, rientrò a Londra dove venne accolto con grande magnificenza. Qui, dopo un inverno passato in trattenimenti, morì l'8 aprile 1364, all'hotel di Savoia. Il corpo di Giovanni fu restituito alla Francia, dove fu inumato nell'abbazia di Saint-Denis.

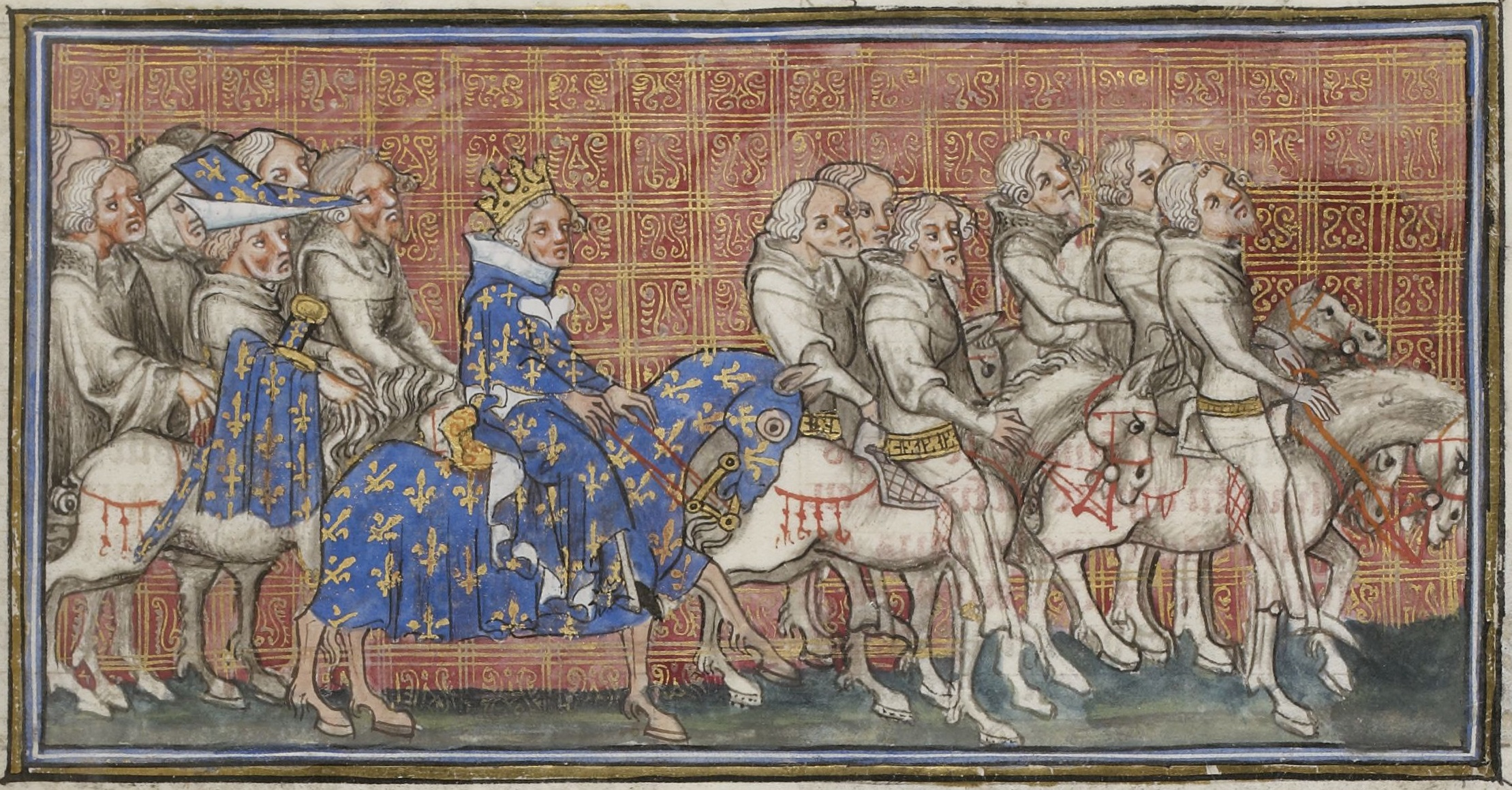
Ritorno in Inghilterra di Giovanni II il Buono illustrato nelle Grandes chroniques de France de Jean Froissard

## Matrimoni e discendenza
Giovanni II sposò il 28 luglio 1332, all'età di soli 13 anni, Bona di Lussemburgo (1315-1349). I figli nati da questa unione furono dieci:
- Bianca (1336);
- Carlo, futuro Carlo V (1337-1380);
- Caterina (1338);
- Luigi (1339-1384), duca d'Angiò;
- Giovanni (1340-1416), duca di Berry;
- Filippo (1342-1404), duca di Turenna e Borgogna;
- Giovanna (1343-1373), sposa di Carlo II, re di Navarra;
- Maria (1344-1404), sposa di Roberto I, duca di Bar;
- Agnese (1345-1349);
- Margherita (1347-1352)
- Isabella di Valois (1348-1372), sposa di Gian Galeazzo Visconti, duca di Milano.

Bona di Lussemburgo morì di peste durante la pandemia del 1349.
Giovanni II si risposò con Giovanna I d'Alvernia nel 1350. Ebbero tre figli, tutti morti prestissimo:
- Bianca (1350);
- Caterina (1352);
- un maschio (1354).

## Ascendenza
|                        |                    |                        | Genitori                           |  |  | Nonni |  |  | Bisnonni               |  |  | Trisnonni           |  |
|                        |                    |                        |                                    |  |  |       |  |  | Filippo III di Francia |  |  | Luigi IX di Francia |  |
|                        |                    |                        |                                    |  |  |       |  |  | Filippo III di Francia |  |  | Luigi IX di Francia |  |
|                        |                    | Margherita di Provenza |                                    |  |  |       |  |  | Filippo III di Francia |  |  |                     |  |
| Carlo di Valois        |                    |                        |                                    |  |  |       |  |  | Filippo III di Francia |  |  |                     |  |
|                        |                    | Isabella d'Aragona     | Giacomo I il Conquistatore         |  |  |       |  |  |                        |  |  |                     |  |
|                        |                    | Isabella d'Aragona     | Giacomo I il Conquistatore         |  |  |       |  |  |                        |  |  |                     |  |
|                        |                    | Isabella d'Aragona     | Iolanda d'Ungheria                 |  |  |       |  |  |                        |  |  |                     |  |
| Filippo VI di Francia  |                    | Isabella d'Aragona     |                                    |  |  |       |  |  |                        |  |  |                     |  |
|                        |                    | Carlo II d'Angiò       | Carlo I d'Angiò                    |  |  |       |  |  |                        |  |  |                     |  |
|                        |                    | Carlo II d'Angiò       | Carlo I d'Angiò                    |  |  |       |  |  |                        |  |  |                     |  |
|                        |                    | Carlo II d'Angiò       | Beatrice di Provenza               |  |  |       |  |  |                        |  |  |                     |  |
| Margherita d'Angiò     |                    | Carlo II d'Angiò       |                                    |  |  |       |  |  |                        |  |  |                     |  |
|                        |                    | Maria d'Ungheria       | Stefano V d'Ungheria               |  |  |       |  |  |                        |  |  |                     |  |
|                        |                    | Maria d'Ungheria       | Stefano V d'Ungheria               |  |  |       |  |  |                        |  |  |                     |  |
|                        |                    | Maria d'Ungheria       | Elisabetta dei Cumani              |  |  |       |  |  |                        |  |  |                     |  |
| Giovanni II di Francia |                    | Maria d'Ungheria       |                                    |  |  |       |  |  |                        |  |  |                     |  |
|                        | Ugo IV di Borgogna | Oddone III di Borgogna |                                    |  |  |       |  |  |                        |  |  |                     |  |
|                        | Ugo IV di Borgogna | Oddone III di Borgogna |                                    |  |  |       |  |  |                        |  |  |                     |  |
|                        | Ugo IV di Borgogna | Alice di Vergy         |                                    |  |  |       |  |  |                        |  |  |                     |  |
| Roberto II di Borgogna | Ugo IV di Borgogna |                        |                                    |  |  |       |  |  |                        |  |  |                     |  |
|                        |                    | Iolanda di Dreux       | Roberto III di Dreux               |  |  |       |  |  |                        |  |  |                     |  |
|                        |                    | Iolanda di Dreux       | Roberto III di Dreux               |  |  |       |  |  |                        |  |  |                     |  |
|                        |                    | Iolanda di Dreux       | Aénor di Saint-Valery              |  |  |       |  |  |                        |  |  |                     |  |
| Giovanna di Borgogna   |                    | Iolanda di Dreux       |                                    |  |  |       |  |  |                        |  |  |                     |  |
|                        |                    | Luigi IX di Francia    | Luigi VIII di Francia              |  |  |       |  |  |                        |  |  |                     |  |
|                        |                    | Luigi IX di Francia    | Luigi VIII di Francia              |  |  |       |  |  |                        |  |  |                     |  |
|                        |                    | Luigi IX di Francia    | Bianca di Castiglia                |  |  |       |  |  |                        |  |  |                     |  |
| Agnese di Francia      |                    | Luigi IX di Francia    |                                    |  |  |       |  |  |                        |  |  |                     |  |
|                        |                    | Margherita di Provenza | Raimondo Berengario IV di Provenza |  |  |       |  |  |                        |  |  |                     |  |
|                        |                    | Margherita di Provenza | Raimondo Berengario IV di Provenza |  |  |       |  |  |                        |  |  |                     |  |
|                        |                    | Margherita di Provenza | Beatrice di Savoia                 |  |  |       |  |  |                        |  |  |                     |  |
|                        |                    | Margherita di Provenza |                                    |  |  |       |  |  |                        |  |  |                     |  |